# Team 3C Casalinghi Jet Androni Giocattoli
Team 3C Casalinghi Jet-Androni Giocattoli was een Italiaanse wielerploeg. In 2007 fuseerde de ploeg met Team LPR en ging onder die naam door.

## Bekende oud-renners
- Oleksandr Kvatsjoek
- Marco Marcato (2005-2006)
- Luca Solari (2006)